# Speak No Evil (2024)
Speak No Evil is een Amerikaanse psychologische horrorfilm uit 2024, geschreven en geregisseerd door James Watkins. De film is een remake van de gelijknamige film uit 2022. De hoofdrollen worden vertolkt door James McAvoy, Mackenzie Davis, Aisling Franciosi, Alix West Lefler, Dan Hough en Scoot McNairy.

## Verhaal
Ben en Louise met hun dochtertje Agnes maken op vakantie kennis met Paddy en Ciara en hun zoontje Ant. Ze worden daarna uitgenodigd door Paddy en Ciara om te komen logeren in hun afgelegen landhuis. De droomvakantie in een prachtig landhuis verandert geleidelijk in een psychologische nachtmerrie.

## Rolverdeling
| Acteur            | Personage     |
| ----------------- | ------------- |
| James McAvoy      | Paddy         |
| Mackenzie Davis   | Louise Dalton |
| Aisling Franciosi | Ciara         |
| Alix West Lefler  | Agnes Dalton  |
| Dan Hough         | Ant           |
| Scoot McNairy     | Ben Dalton    |

## Productie
In april 2023 werd aangekondigd dat Blumhouse Productions een remake van de Deens-Nederlandse film Speak No Evil (2022) aan het ontwikkelen was, met onder andere James McAvoy als hoofdrolspeler en James Watkins als scenarioschrijver en regisseur.

### Filmopnames
De belangrijkste filmopnames vonden plaats in mei 2023 in Kroatië en Gloucester, Engeland en zouden naar verwachting in juli eindigen. Het filmen werd vijf dagen voordat het zou eindigen opgeschort vanwege de SAG-AFTRA-staking van 2023. Half november 2023 werd de productie in Groot-Brittannië hervat.

## Release en ontvangst
Speak No Evil ging op 9 september 2024 in première in het DGA Theater in New York en werd door Universal Pictures in de bioscoop uitgebracht op 13 september 2024. De film kreeg overwegend positieve kritieken van de filmcritici, met een score van 86% op Rotten Tomatoes, gebaseerd op 139 beoordelingen.

### Kassaopbrengsten
Speak No Evil ging in de Amerikaanse bioscopen in première naast onder andere Am I Racist? en The Killer's Game met de verwachting van een bruto opbrengst in het openingsweekend van 10 à 13 miljoen Amerikaanse dollars in 3375 bioscopen. De film bracht uiteindelijk 11,5 miljoen dollar op in zijn openingsweekend en eindigde daarmee op de tweede plaats aan de kassa, achter Beetlejuice Beetlejuice. Op 16 september 2024 had de film, samen met de opbrengst van 9,3 miljoen dollar in de andere gebieden, een totale opbrengst van 20,8 miljoen dollar.